# Richard Dörfel
Richard Dörfel (* 2. März 1911 in Hamburg; † 27. April 1965), Spitzname „König Richard“, war ein deutscher Fußballspieler. Der langjährige Spieler des Hamburger SV kam bei den „Rautenträgern“ von 1931 bis 1948 auf insgesamt 237 Pflichtspieleinsätze, in denen der Allroundspieler 73 Tore erzielte.

## Karriere

### Vereine
Richard Dörfel, der ältere Bruder des späteren Nationalspielers Friedo Dörfel, gehörte bis 1930/31 den Blau-Gelben von Viktoria Harburg an, welche in der Runde 1929/30 aus der Oberliga Nordhannover abgestiegen waren. Zur Saison 1931/32 wechselte Richard Dörfel, wie auch Rudolf Noack vom SV Harburg, zum Hamburger SV in die Oberliga Hamburg. Auf Anhieb verstärkten die zwei Akteure aus Harburg die „Rothosen“ enorm. Zum Gewinn der Meisterschaft mit 34:2 Punkten steuerten Noack in 18 Ligaspielen 36 und Richard Dörfel in 15 Ligaeinsätzen 15 Tore bei.
Dörfel und Noack gewannen danach auch mit 6:0 Punkten die Norddeutsche Meisterschaft. Dabei lief Richard Dörfel zweimal auf Rechtsaußen und viermal als Mittelstürmer auf. Das erste Spiel in der Endrunde um die deutsche Fußballmeisterschaft bestritt er am 8. Mai 1932 gegen den VfL Benrath. Beim 3:1-Heimerfolg erzielte er als Mittelstürmer zwei Tore. Am 22. Mai erwies sich der FC Schalke 04 bei einer 2:4-Niederlage in Bochum als zu stark für den Meister aus Norddeutschland. In der Abwehr liefen beim HSV zu dieser Zeit Torhüter Wilhelm Blunk, das Verteidigerpaar Albert Beier und Walter Risse, in der Läuferreihe Carl-Heinz Mahlmann, Asbjørn Halvorsen, Otto Carlsson und auf Halblinks der Spielmacher Rudi Noack auf.
Von Juni bis Oktober 1932 spielte er gemeinsam mit Noack für den CfR Köln, bevor er in der laufenden Runde 1932/33 nach Hamburg zurückkehrte und erneut für den Hamburger SV bis 1939 aktiv war, zunächst von November 1932 bis Saisonende 1932/33 mit dem erneuten Gewinn der Bezirksmeisterschaft Groß-Hamburg und der Norddeutschen Meisterschaft.
Anschließend, bis Saisonende 1938/39 spielte er in der Gauliga Nordmark, in einer von zunächst 16, später auf 23 aufgestockten Gauligen zur Zeit des Nationalsozialismus als einheitlich höchste Spielklasse im Deutschen Reich. Ferner kam er für den Hamburger SV 1935 in zwei Spielen, 1938 in einem Spiel um den nationalen Vereinspokal zum Einsatz.
Mit dem HSV seit dem Sommer 1939 zerstritten, wurde Richard Dörfel nach einem kurzen Aufenthalt bei der TSG Rostock im März 1940 für Altona 93 freigegeben, sehr ungewöhnlich während der Kriegsjahre. Als Kriegsgastspieler war er über einen längeren Zeitraum, zuletzt 1943/44, für den First Vienna FC in der Sportbereichsklasse Donau-Alpenland aktiv, in der Saison 1944/45 in der Gauliga Hamburg wieder für Altona 93. Bei Norbert Carsten sind im Altona-Buch Gauligaspiele beim AFC für Richard Dörfel in den Runden 1942/43 (3. Platz; 16 Spiele) und 1943/44 (4. Platz; 8 Spiele) notiert. First Vienna FC drang in der Endrunde um die deutsche Fußballmeisterschaft 1941/42 bis ins Finale um die Deutsche Meisterschaft vor, welches aber am 4. Juli 1942 im Berliner Olympiastadion vor 90.000 Zuschauern mit 0:2 gegen den FC Schalke 04 verloren wurde. In der Endrunde ist kein Einsatz von Richard Dörfel notiert. Ein Jahr später, am 31. Oktober 1943, gewann er mit der Mannschaft das Finale um den Tschammerpokal gegen den Luftwaffen-Sportverein Hamburg mit 3:2 nach Verlängerung, nachdem er zuvor vier Spiele gegen NSTG Brüx (14:0), Breslauer SpVg 02 (6:5), 1. FC Nürnberg (3:2) und im Halbfinale am 17. Oktober 1943 gegen den FC Schalke 04 (6:2) bestritten hatte. Im Halbfinale wie auch im Endspiel lief Dörfel an der Seite von Mittelläufer Ernst Sabeditsch als linker Außenläufer und sein Hamburger Freund Rudi Noack als linker Verbinder auf.
Nach dem Ende des Zweiten Weltkriegs zum HSV zurückgekehrt, bestritt er ab der Saison 1945/46 für den Verein noch drei Spielzeiten in der Hamburger Liga beziehungsweise 1947/48 in der Oberliga Nord. Im ersten Nachkriegsjahr gewann er mit Bruder Friedo mit einem Punkt Vorsprung gegenüber dem FC St. Pauli die Meisterschaft. Im zweiten Jahr, 1946/47, gab es die umgekehrte Rangfolge: St. Pauli gewann die Meisterschaft und der HSV, wo „König Richard“ 21 Ligaspielen mit einem Treffer absolviert hatte, wurde Vizemeister. In den Spielen um die britische Zonenmeisterschaft setzte er sich aber mit seinen Mannschaftskollegen durch. Am 13. Juli gewann der HSV mit 1:0 gegen Borussia Dortmund. Richard war als rechter Verteidiger im Einsatz und Bruder Friedo stürmte auf Rechtsaußen an der Seite des Torschützen Alfred Boller. Im Debütjahr der erstklassigen Oberliga Nord, 1947/48, gewann er mit dem HSV nach einem 2:1 in einem Entscheidungsspiel gegen St. Pauli die Nordmeisterschaft und am 13. Juni die Meisterschaft der britischen Zone. Sein letztes Endrundenspiel von insgesamt 28 während seiner Hamburger Vereinszugehörigkeit, bestritt er am 18. Juli 1948 in Dortmund im Viertelfinale bei der 1:2-Niederlage gegen die TuS Neuendorf.

### Auswahlmannschaften
Bereits in seiner ersten Saison beim Hamburger SV, 1931/32, gehörte Richard Dörfel der Auswahl von Norddeutschland im Wettbewerb um den Bundespokal an. Im Halbfinale am 10. Januar 1932 in Hamburg gegen die Auswahl von Südostdeutschland (3:2) stürmte er auf Rechtsaußen und bildete mit Werner Widmayer den rechten Flügel. Beim mit 2:1 siegreichen Endspiel am 5. Juni in Leipzig gegen die Vertretung von Süddeutschland bildete er zusammen mit Otto Rohwedder und Eduard Wolpers den Innensturm des Pokalgewinners. In allen vier Spielen um den Reichsbundpokal 1937/38 lief Richard Dörfel gegen Pommern (2:1), Niederrhein (5:3), im Halbfinale am 27. Februar 1938 gegen Baden (3:0) mit den Nationalstürmern Erich Fischer, Kurt Langenbein, Otto Siffling und Karl Striebinger, sowie im Finale am 6. März in Erfurt gegen die Südwest-Auswahl (3:1) als rechter Verteidiger auf. Im Endspiel waren auch noch die HSV-Mannschaftskameraden Walter Warning, Erwin Reinhardt, Werner Höffmann, Rudolf Noack und Gustav Carstens dabei.
Eine Laufbahn in der Nationalmannschaft blieb dem Straßenfußballer vom Harburger Mopsberg aber verwehrt. Er galt als eigenwillig und unbotmäßig – Attribute, die den DFB-Vorsitzenden in der Nazizeit ein Dorn im Auge waren. Seine internationale Karriere im Team der elf Besten war beendet, bevor sie richtig begonnen hatte. Woran das gelegen hat, darüber scheiden sich die Geister. Eine Version besagt, dass der trinkfreudige Tausendsassa sich nach dem Training eine Zigarette genehmigt haben soll – für Herberger eine Todsünde. Noch schlimmer war, was Neffe „Charly“ Dörfel erzählt: „Er hat dem Bundestrainer mal gesagt, er bräuchte ihm den Fußball nicht erklären und solle ihn gerne haben. Das hat ihm sportlich wohl das Genick gebrochen.“ Richard Dörfels Tochter Rita berichtet von einem Ereignis, das noch schwerer wog: „Als mein Vater doch mal mitspielen sollte, wurde von ihm der 'deutsche Gruß' während des Abspielens der Nationalhymne verlangt.“ Den habe er abgelehnt, Dörfel spielte nicht.
Wie sein damaliger (Mit-)Spieler Gerhard Seehase später berichtete, ist Richard Dörfel nach dem Ende seiner Spielerlaufbahn Ende der 1940er Jahre noch Trainer bei seinem früheren Verein Altona 93 gewesen.

## Erfolge
- Meister der Oberliga Nord 1948
- Tschammerpokal-Sieger 1943
- Zweiter der Deutschen Meisterschaft 1942
- Gaumeister Nordmark 1937, 1938, 1939
- Norddeutscher Meister 1932, 1933
- Bezirksmeister Groß-Hamburg 1932, 1933

## Sonstiges
Nach dem Ende seiner Fußballerkarriere wurde er zum Ehrenspielführer des HSV ernannt. Er ist der Onkel der beiden deutschen Fußballnationalspieler Gert Dörfel und Bernd Dörfel.